# Acido micolico

Acidi micolici in Mycobacterium tuberculosis.

Gli acidi micolici sono acidi grassi ramificati e idrossilati a lunghezza variabile; sono presenti nella parete cellulare degli attinomiceti e dei micobatteri, un gruppo di batteri che include Mycobacterium tuberculosis, che è l'agente eziologico della tubercolosi. Donano una forte idrofobicità, rendendo la crescita di questi microrganismi estremamente lenta.